# Last in, first out

Last In, First Out, souvent abrégé par l'acronyme LIFO, signifie « dernier arrivé, premier sorti ». Cette expression est utilisée dans différents domaines :
- en informatique pour décrire la structure de pile. La dernière donnée enregistrée est ainsi la première à être retirée (sauf commande particulière) ;
- en gestion des stocks pour décrire la manière dont les produits sont stockés et prélevés. Le premier arrivé est le dernier sorti[note 1], si le mode de stockage n'a pas été organisé pour utiliser une autre méthode comme le FIFO.

Une illustration courante de ce traitement est la pile d'assiettes sales : la dernière posée sur le dessus de la pile est, logiquement, la première lavée.
Cette expression est également très utilisée en comptabilité analytique et d'une manière générale dans les techniques de gestion des stocks. Elle est dans ce cas souvent traduite par DEPS pour « Dernier entré, premier sorti ».

## LIFO ou FIFO
Le traitement FIFO (first in, first out) est différent du LIFO car il traite les données en fonction de leur ordre d'entrée dans la pile, la première arrivée est aussi la première sortie, ce qui devrait être le mode de traitement habituel d'un stock, géré de manière optimale, mais qui, à cause du mode de stockage, n'est pas utilisé (y compris dans la gestion des produits périssables !).

## Exemple de comptabilité avec LIFO-DEPS
Supposons qu'il y a une sortie de 120 articles dans notre stock aujourd'hui (juin 2009), et qu'ils aient été achetés à trois dates différentes :
| Date       | Quantité | Prix Unitaire (EURO) |
| ---------- | -------- | -------------------- |
| Mars 2009  | 15       | 10                   |
| Avril 2009 | 55       | 11                   |
| Mai 2009   | 50       | 12                   |

Le prix LIFO-DEPS commence avec le plus récent. Puisqu'on doit calculer le prix de 120 articles, on considère que les 50 premiers ont un prix unitaire de 12 € ; que les 55 suivants ont un prix unitaire de 11 €, et que les 15 articles restants (120-50-55) valent 10 € l'unité.
Alors, le prix LIFO-DEPS est 11,29 € :
{\displaystyle LIFO={\frac {50\times 12+55\times 11+15\times 10}{120}}=11,29}
Il faut bien remarquer qu'en présence d'inflation le prix LIFO-DEPS surévalue les sorties (les 120 articles dans l'exemple). Donc, puisque les sorties sont plus grandes, le LIFO-DEPS tend à sous-évaluer le stock.

## Utilisation dans des jeux de société
Cette expression est aussi employée dans les règles du jeu de cartes à collectionner Magic : l'assemblée ou Yu-Gi-Oh!, dans lequel, si plusieurs sorts et effets sont activés à la suite, le dernier joué prendra effet en premier. Par exemple, si un joueur veut tuer une créature en lui lançant un sort de foudre, et qu'un autre joueur lance ensuite un sort qui renforce ou protège la créature, alors le second sort agit avant la foudre et peut lui permettre de résister à la foudre.